# Сенарика-Вертилина (Пескара)
Сенарика-Вертилина (итал. Senarica-Vertilina) је насеље у Италији у округу Пескара, региону Абруцо.
Према процени из 2011. у насељу је живело 39 становника. Насеље се налази на надморској висини од 136 м.